# Hieracium bombycinum
Hieracium bombycinum es una especie de planta con flor del género Hieracium, de la familia Asteraceae, orden Asterales.

## Distribución
Hieracium bombycinum se distribuye por España.

## Taxonomía
Fue descrita científicamente por Rchb. fil. Fue publicada en Icon. Fl. Germ. Helv. 19(1): 95.